# 1813 au Bas-Canada
Cet article traite des événements survenus en 1813 au Bas-Canada. 

## Événements

### Juin
3 juin: Les navires américains USS Eagle (1812) (en) et USS Growler (1812 sloop) (en) qui patrouillent sur le Lac Champlain pénètrent dans la Rivière Richelieu. Ils se font prendre par l'armée britannique basée à l'Île aux Noix. Les deux navires américains sont capturés. Les britanniques augmentent leur rapport de force sur le lac Champlain.
19 juin : Francis de Rottenburg devient lieutenant-gouverneur du Haut-Canada et commandant en chef des forces armées.

### Octobre

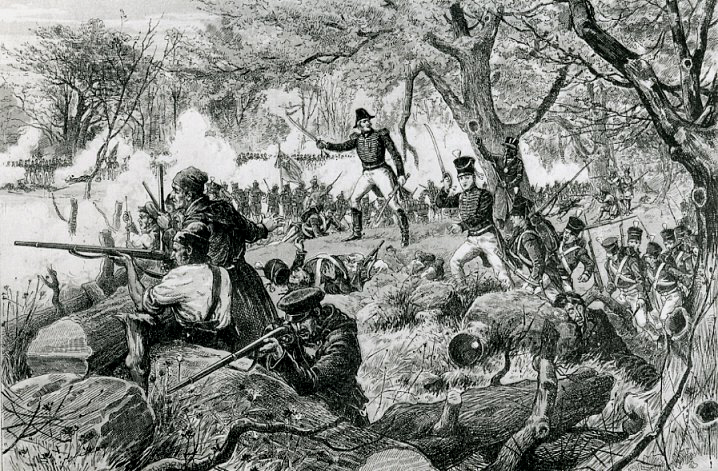
Bataille de Châteauguay

26 octobre: bataille de la Châteauguay. Les Voltigeurs canadiens mené par Charles de Salaberry repoussent les forces américaines menés par Wade Hampton.

## Naissances
- 5 juin : François Bourassa, politicien.

## Décès
- 14 juillet : Jean Digé, politicien.
- 19 juillet : Louis Chaboillez, politicien.
- 5 octobre : Tecumseh, chef de la tribu des Shawnees.
- 19 décembre : James McGill, fondateur de l'Université McGill à Montréal.

## Référence
1. ↑  Jacques Lacoursière, Histoire populaire du Québec : De 1791 à 1841, vol. 2, Les éditions du Septentrion, 1996, 446 p. (ISBN 978-2-89448-051-9, présentation en ligne)